# Triunfo de la monarquía española
El Triunfo de la Monarquía Española es un ciclo de frescos de Luca Giordano fechado entre 1692 y 1693 y pintado en la bóveda de la escalera monumental del Real Monasterio de San Lorenzo del Escorial.
Es uno de los ciclos de frescos más importantes del barroco italiano.

## Historia
El rey español Carlos II de Habsburgo quiso dejar su huella en el monasterio del Escorial, lugar hacia el que mostró especial apego, hasta el punto de que el padre Francisco de los Santos lo llamó su «segundo fundador».

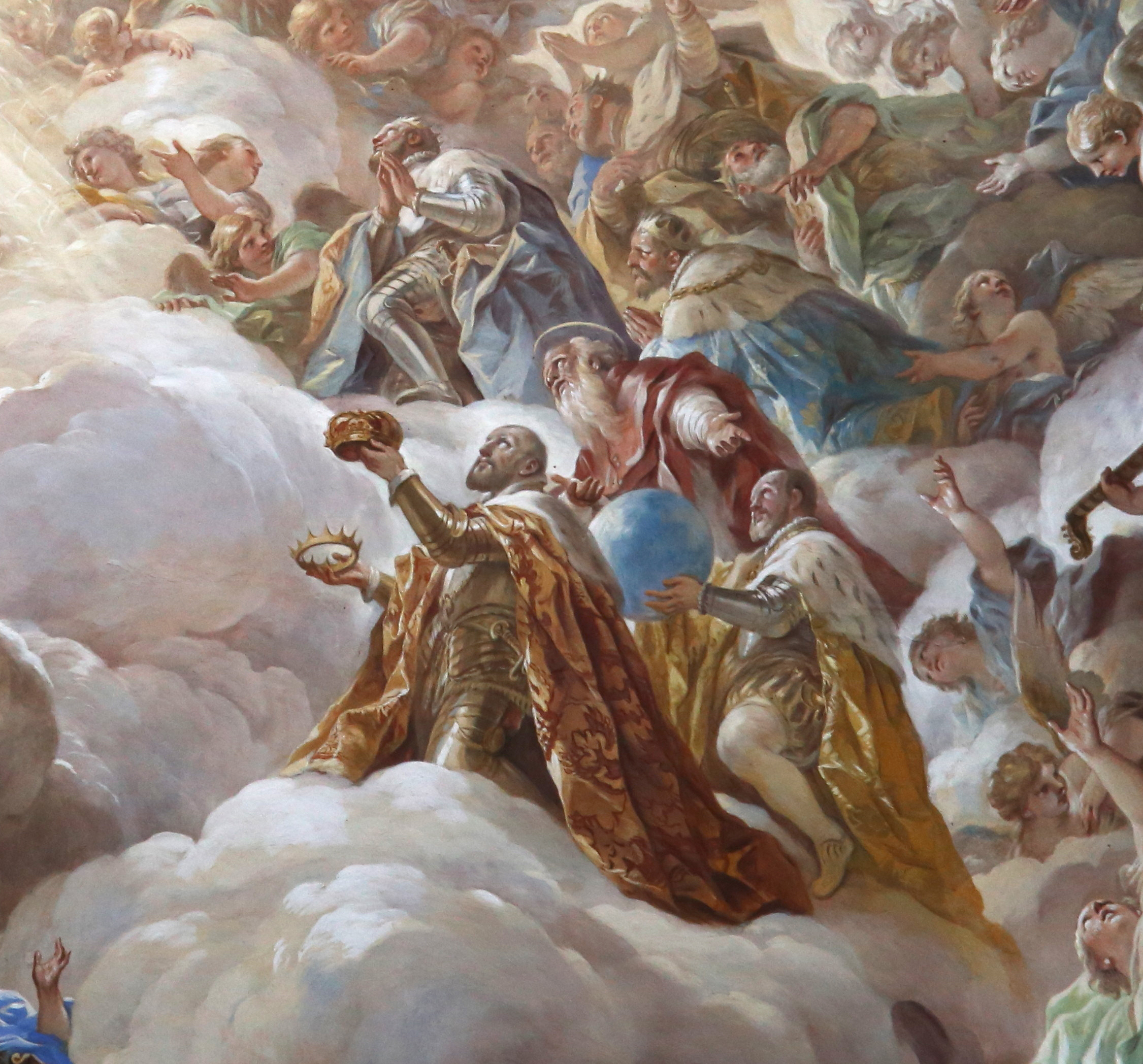
Carlos I y Felipe II presentados por San Jerónimo

La casa de la realeza española, encargada por Felipe IV en el tercer cuarto del siglo XVI, sufrió un grave incendio que comprometió gran parte de su decoración. Por ello, Carlos II recurrió a Giordano para que rellenara las bóvedas blancas que faltaban en el monasterio. La elección del pintor napolitano era bastante obvia: Luca Giordano era un pintor consagrado en la época, figura destacada de la escena de la ciudad, que vivía bajo el dominio de la corona española. Su perfil fue auspiciado por el enviado especial al virreinato, Cristóbal Ontagnon, quien a su regreso a Madrid tras una estancia en Nápoles elogió el trabajo del pintor y su rapidez en la realización de las obras requeridas. Estos dos factores empujaron al soberano a encargar las obras de modernización del monasterio a Luca Giordano, que en cualquier caso estaba "atendido" por el entorno real desde 1681, habiendo el rey encargado veintidós cuadros para colocar en el mismo sitio.

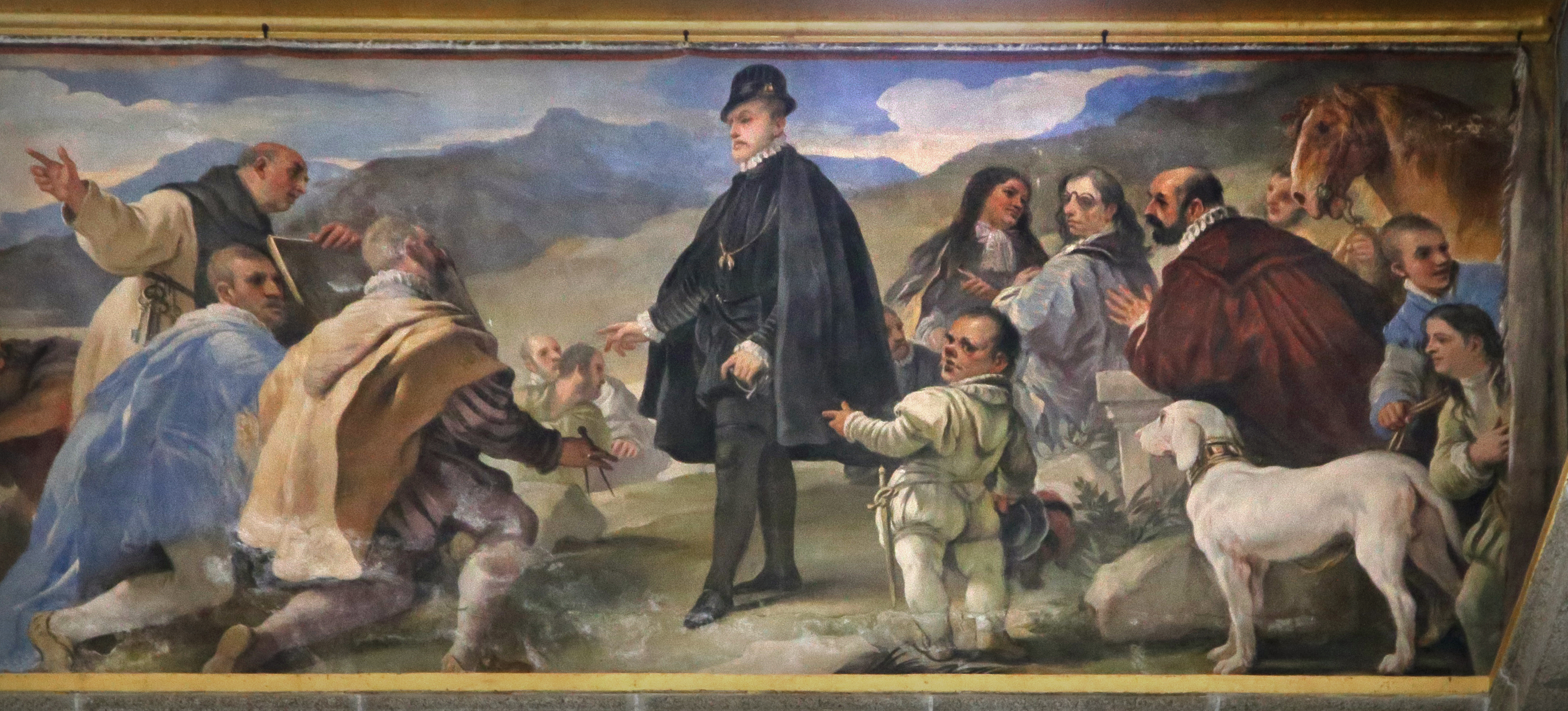
Felipe II discutiendo con Juan Bautista de Toledo y Juan de Herrera el progreso de las obras de construcción del monasterio, y detrás de él el autorretrato de Luca Giordano (detalle del friso bajo la bóveda).

Según Bernardo de Dominici, Giordano viajó a España para trabajar en la obra del Escorial con su hijo Nicolò, su sobrino Giuseppe Giordano, tres ayudantes (Aniello Rossi, Matteo Pacelli y Giovan Battista Sottile), un confesor y un criado. En cambio, Filippo Baldinucci añadió a esta lista la presencia de Paolo de Matteis como colaborador.
En aquella época, el monasterio era el monumento más importante y representativo de la corona española, un verdadero panteón de la realeza. Las intervenciones se referían a la decoración de la escalera y de varios ciclos de la iglesia. Para todo el programa escénico, Giordano trabajó casi libremente, sin limitaciones particulares ni planes iconográficos predeterminados ni por el prior Alonso de Talavera, ni por el padre de los Santos, ni por el rey, quien, sin embargo, tenía la última palabra sobre los bocetos que se le presentaban de vez en cuando. Por lo tanto, el tema fue desarrollado (tanto para la escalera como para la iglesia) con improvisación a medida que se iba construyendo su narrativa.
La Escalera fue el primer espacio donde trabajó el pintor, tras lo cual pudo dedicarse a la iglesia. Terminada ya en abril de 1693, el abad y pintor Andrea Belvedere, a su regreso a Nápoles de su estancia en España siguiendo al propio Giordano, del que fue uno de los colaboradores, juzgó que la obra del Escorial era una de las más bellas que había ejecutado y que nunca se había hecho nada parecido en la ciudad napolitana (impresión de la que también se hizo eco Sebastiano Conca en la cuarta década del siglo XVIII). Carlos II elogió aún más al pintor, llamándole «el mejor del mundo».
Giordano no tardó en comenzar los ciclos en la iglesia del monasterio, por los que recibía una renta de 200 ducados al mes, probablemente ya percibida por el trabajo en la escalera.

## Descripción y estilo

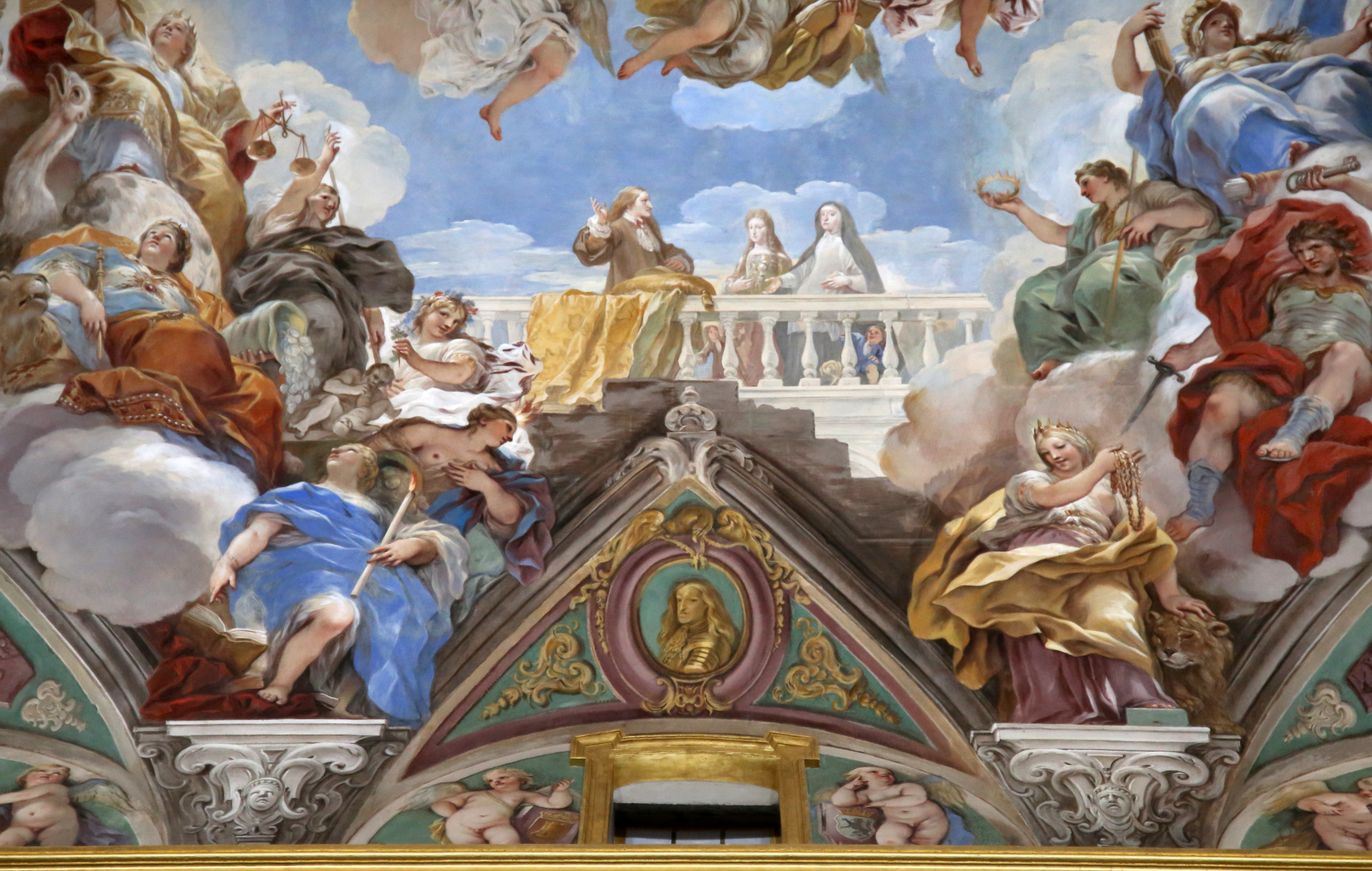
Carlos II, Mariana de Neoburgo y Mariana de Austria

En la bóveda de la Escalera está pintada al fresco, a la «manera típica» de Giordano, la gran apoteosis de la monarquía española. El estilo en el que se desarrolla el tema narrativo sigue el realizado unos diez años antes para la familia Riccardi en el palacio de Florencia, con un fondo amplio y libre en el que se disponen los diversos grupos de figuras.
La narración del programa se desarrolla en las escenas pintadas a lo largo de la cornisa de la bóveda, culminando en la parte central. Todo el ciclo está destinado a ensalzar la imagen de la monarquía española, representada en la escena por Carlos I y Felipe II, que aparecen en adoración a la Trinidad.
Los frisos pintados al fresco como falsas pinturas se utilizan para romper la bóveda barroca con los ciclos del siglo XVI de las paredes laterales de Luca Cambiaso. El techo pintado al fresco, en cambio, está diseñado respetando la geometría de la arquitectura, sin recurrir a la falsa arquitectura.
Toda la composición recuerda claramente a los grandes ciclos de la serie de los planetas de Pietro da Cortona en el Palacio Pitti de Florencia, como el desarrollo narrativo, el acentuado tonalismo cromático y la vista en perspectiva «de abajo arriba». La obra revela también influencias de Baciccio, como la serie de figuras a ambos lados de la ventana (los Jueces de Dios) que recuerda la del ciclo de la iglesia del Gesù de Roma, mientras que de Giovanni Lanfranco asimila el uso del « sfondato » en la apertura del cielo.
En el centro, la Gloria de la Trinidad con la Virgen, con San Lorenzo (a quien está dedicado el monasterio) abajo a la izquierda y San Ermenegildo (príncipe visigodo), San Fernando (santo de la Casa Real castellana), San Jerónimo, Carlos I y Felipe II ofreciendo sus dominios a la derecha. Debajo de todo el remolino de figuras de la bóveda, se representa a Carlos II con su esposa, Mariana de Neoburgo, y su madre, Mariana de Austria, junto con unos enanos que ayudan detrás de una balaustrada.
En las enjutas de las esquinas hay cuatro Virtudes cardinales y otras personificaciones. En los dos lados largos están la Majestad Real y la Iglesia Católica. En las velas se representan, en monocromo de falso pórfido, las gestas de Carlos I y Felipe II, que también aparecen retratados en los dos medallones centrales de los respectivos lados cortos. Por último, en los lunetos entre las ventanas se representan querubines con los escudos de los soberanos españoles.

En el friso de las paredes laterales, bajo la bóveda, hay cuatro escenas pintadas al fresco sobre la batalla de San Quintín, en reconocimiento a cuya victoria se construyó el monasterio: la Batalla, el Asedio, la Rendición de los franceses y la Fundación del monasterio.

Virtudes cardinales y otras personificaciones
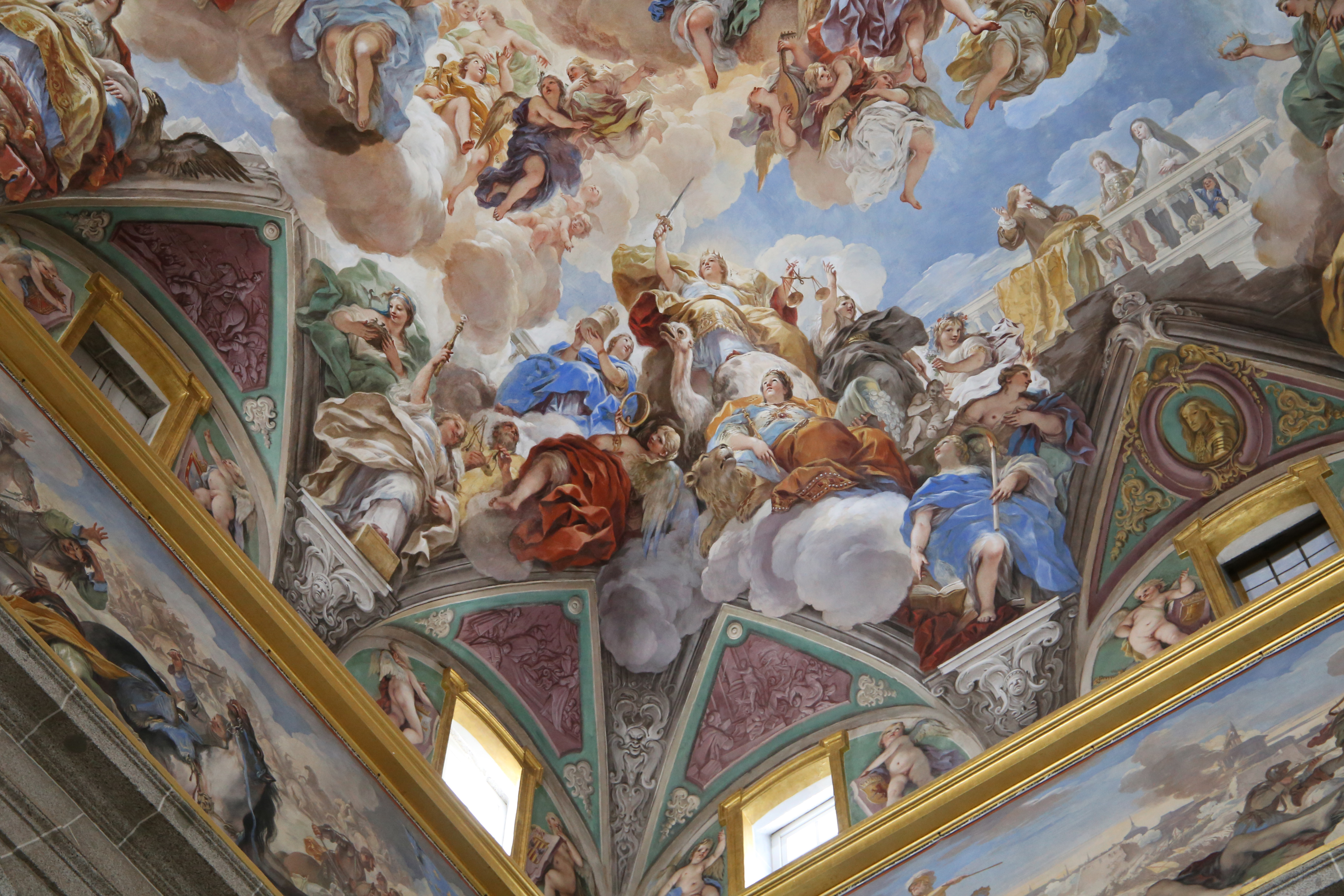
Justicia y otras personificaciones
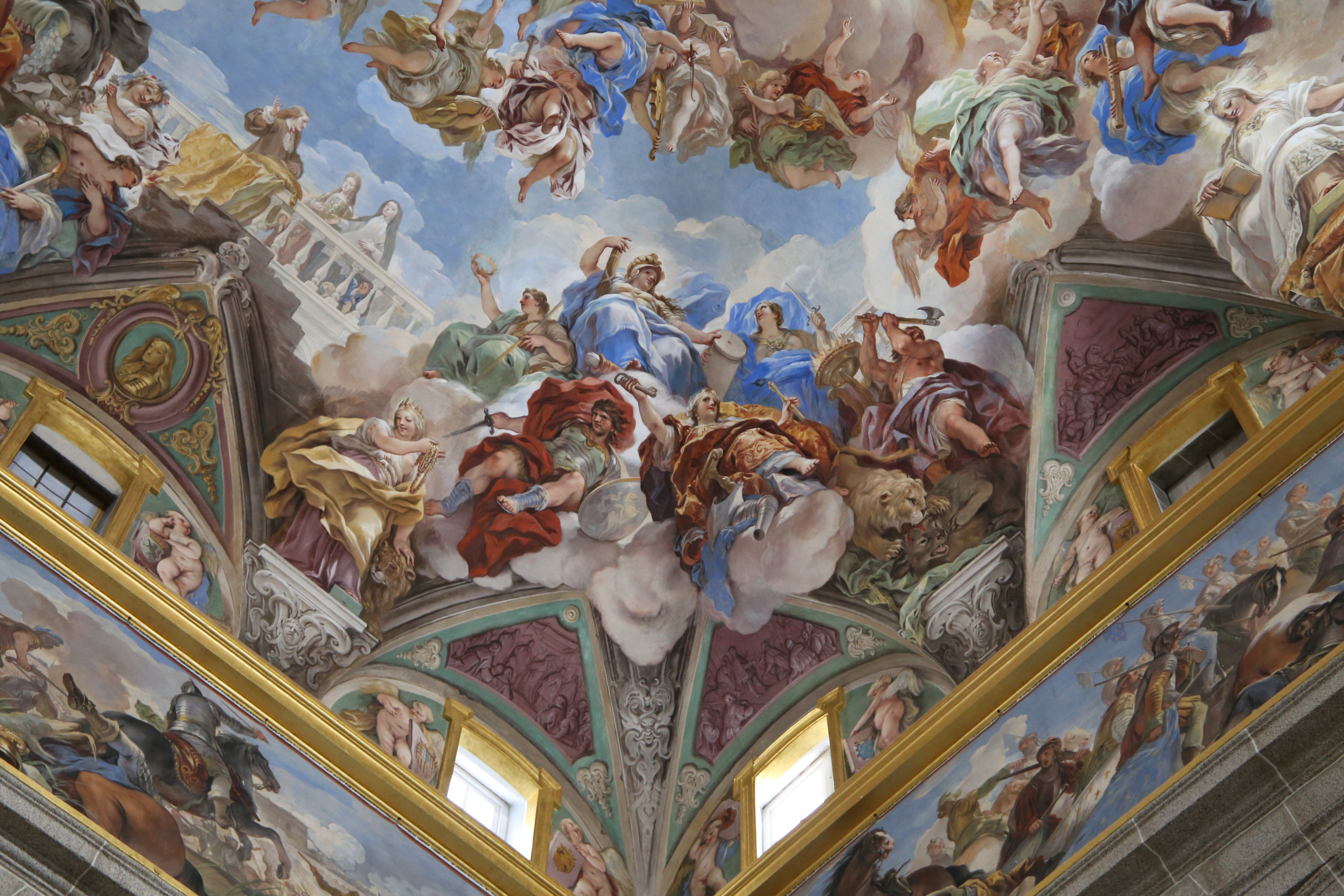
Fortaleza y otras personificaciones.
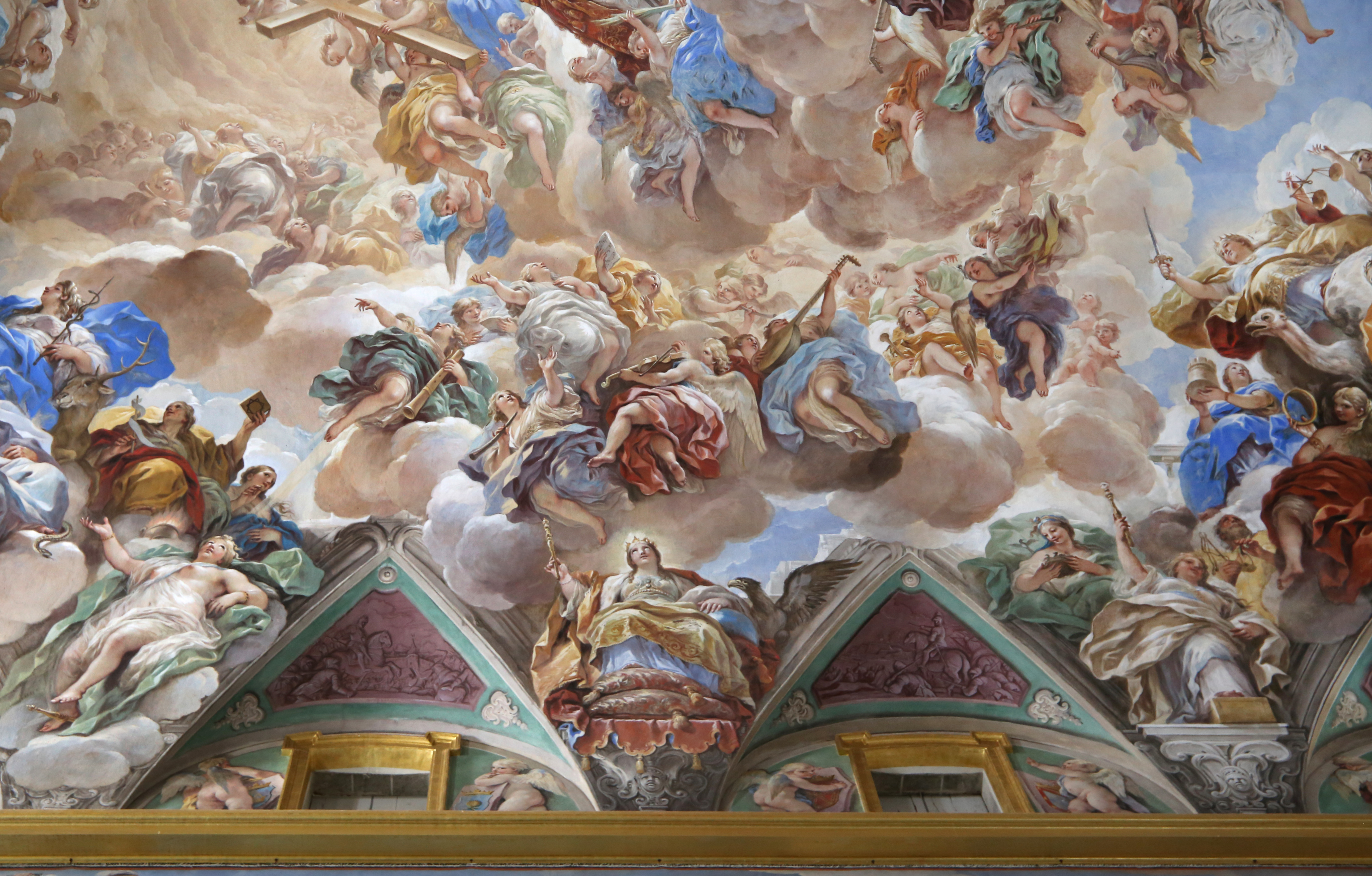
Majestad Real
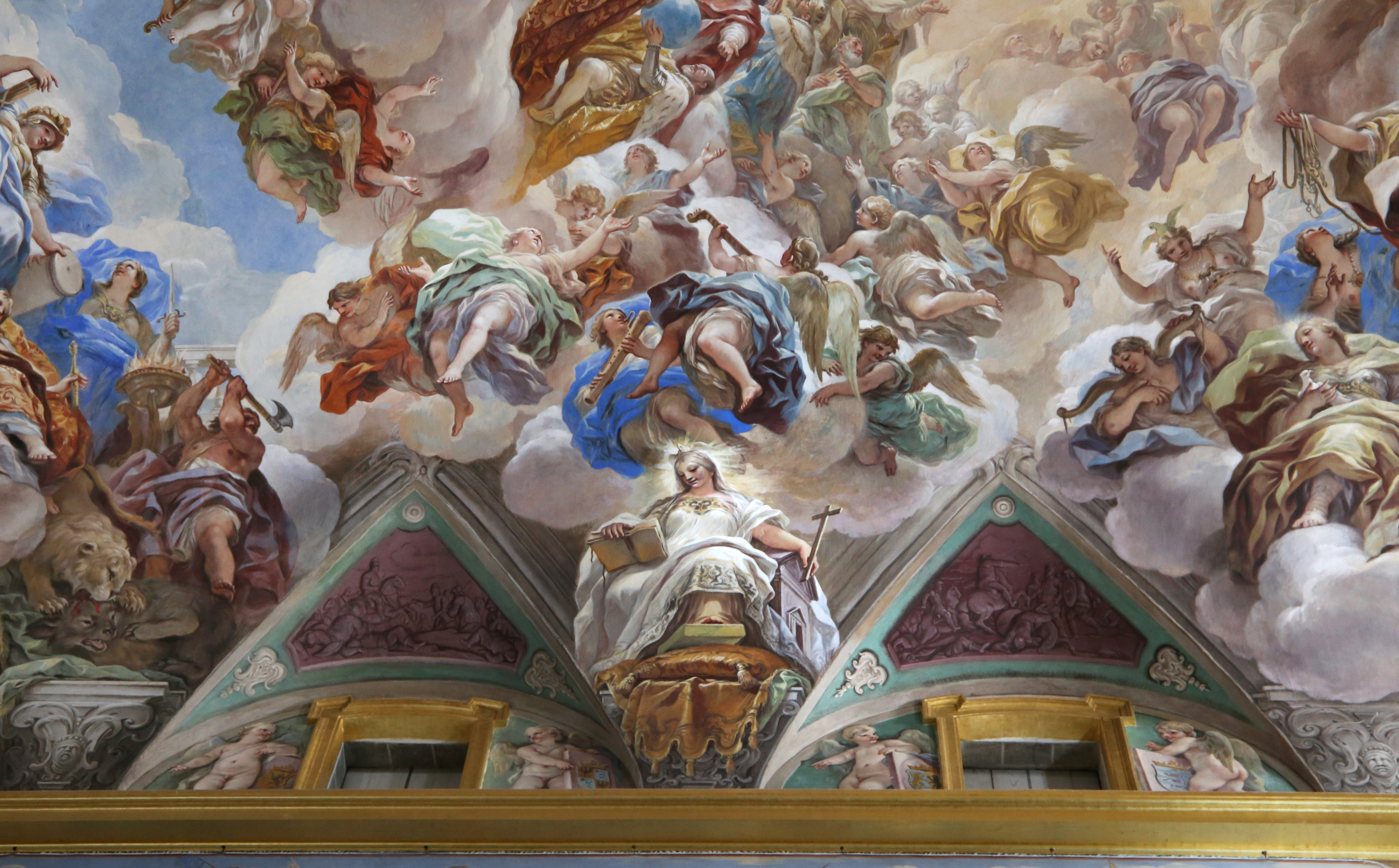
Iglesia católica
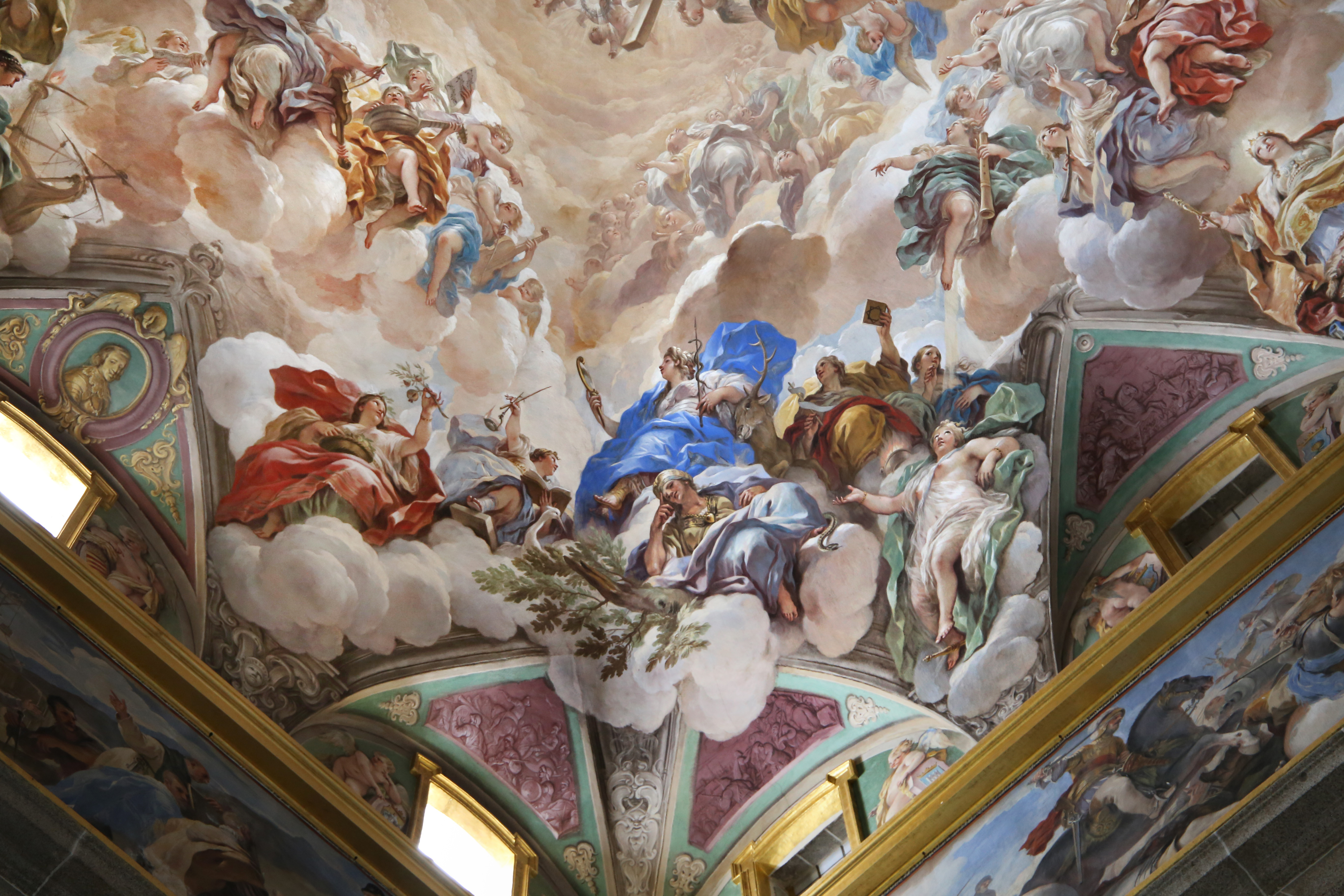
Prudencia y otras personificaciones
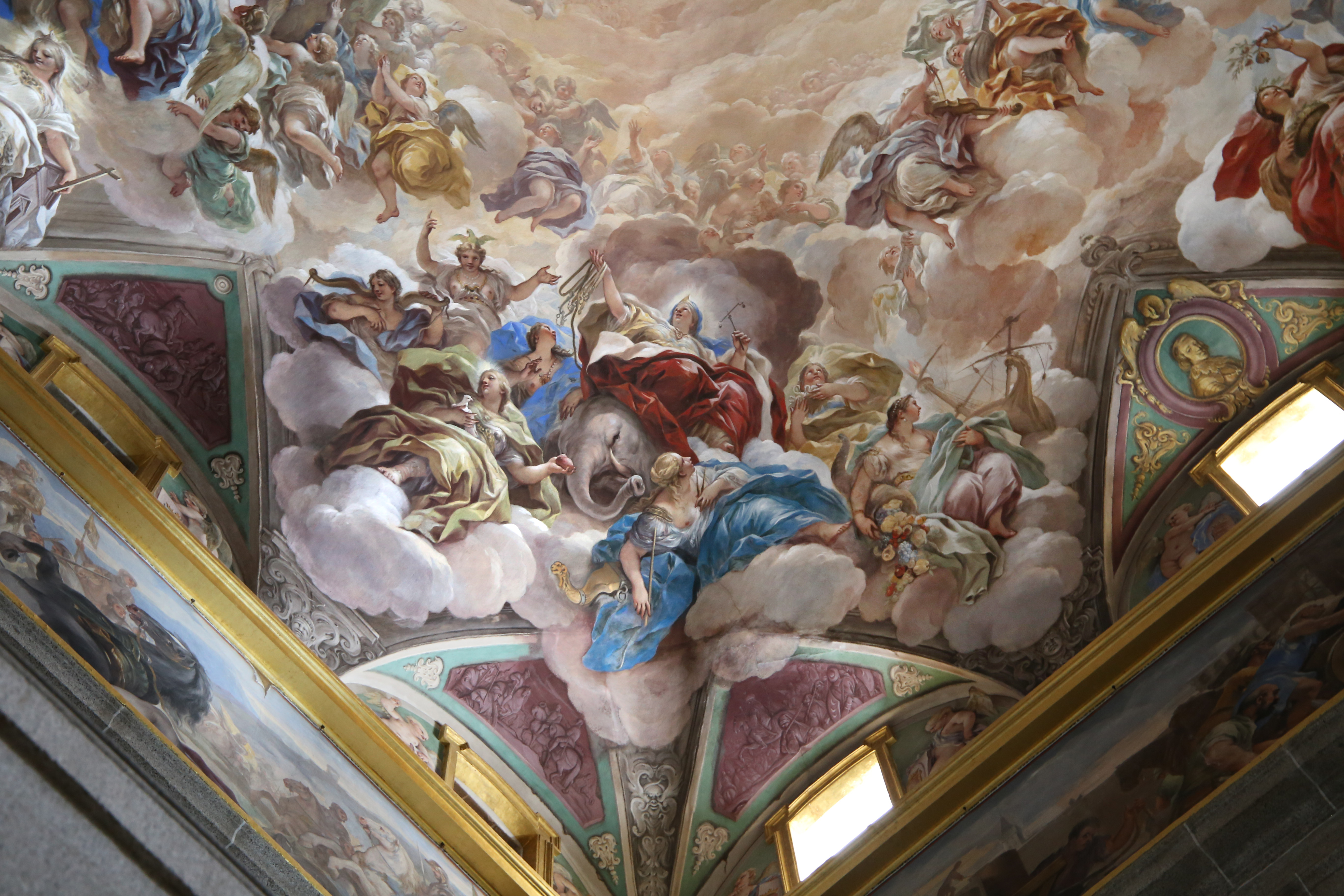
Templanza y otras personificaciones